# Андреевский, Владимир Михайлович
Владимир Михайлович Андреевский (30 октября (12 ноября) 1858, Тамбов — 16 мая 1943, Париж) — российский государственный деятель, действительный статский советник (1 января 1911), член Государственного Совета, почетный мировой судья по Кирсановскому уезду Тамбовской губернии.

## Биография
Родился 30 октября (11 ноября) 1858 года в Тамбове, в семье офицера и помещика Михаила Степановича Андреевского (1823—1886); внук героя войны 1812 года генерала Степана Степановича Андреевского. Мать, Мария Владимировна — сестра Льва Владимировича и Алексея Владимировича Вышеславцевых.
Окончил московский Лицей в память цесаревича Николая, после чего поступил на юридический факультет Московского университета. На службу поступил 27 января 1881 года в гражданский кассационный департамент Сената — на должность младшего помощника столоначальника. Через два года он был приглашён в комиссию по составлению нового тома Гражданского уложения.
Совершив большое путешествие по странам Европы и Ближнего Востока, он выпустил том путевых записок «Египет: Александрия, Каир, его окрестности, Саккара и берега Нила до первых порогов» (Типография М. М. Стасюлевича, 1884; 2-е изд. — СПб.; М.: т-во М. О. Вольф, ценз. 1886) и был принят членом Императорского русского географического общества.
В 1886 году, после смерти отца и дяди, оставил службу и поселился в имении Богословка в Кирсановском уезде. Был избран уездным предводителем дворянства. С 1906 года член Государственного Совета: в 1906-1909 и 1915-1917 годах  от дворянских обществ, в 1908-1915 годах - от Тамбовского губернского земского собрания. Состоял в Совете по тарифным ставкам при министре финансов и в Совете по железнодорожным делам при министре путей сообщения от земледельческой, горнозаводской и мореходной промышленности.
После революции, в марте 1920 года Владимир Михайлович вместе с сестрой Ольгой и женой Верой Константиновной эмигрировал во Францию.
В 1921 году был избран в правление Союза освобождения и возрождения России. Участник Совещания группы патриотических деятелей в Париже (1925).
В 1924 году княгиней Верой Кирилловной Мещерской неподалёку от Парижа был открыт приют для русских беженцев. Деятельное участие в открытии приюта приняли Андреевские, ставшие затем его пансионерами.
Умер в Париже 16 мая 1943 года. Похоронен на кладбище Сент-Женевьев-де-Буа.

## Награды
- Орден Святого Владимира 3-й ст. (1914);
- Медаль «В память царствования императора Александра III»;
- Медаль «В память 300-летия царствования дома Романовых»